# Fiona Hyslop
Fiona Hyslop (Irvine, North Ayrshire, 1 d'agost de 1964) és una política i empresària escocesa, que és secretària del Gabinet de Cultura, Europa i Afers Exteriors i diputada al Parlament Escocès pel Partit Nacional Escocès (SNP) per la circumscripció de Linlithgow des de 2011.

## Biografia
Fiona Hyslop va néixer a Irvine (North Ayrshire) el 1964. Va viure els seus primers anys a Anglaterra, abans de tornar a Ayrshire, on va ser estudiar l'escola de primària d'Alloway i l'Acadèmia Ayr. Es va graduar en història econòmica i sociologiaper la Universitat de Glasgow amb un Master of Arts. Té un postgrau en administració industrial per la Universitat Escocesa de la Indústria Tèxtil. Des de 1986 fins a la seva elecció el 1999, va treballar com a directora de desenvolupament de marca per a l'empresa d'assegurances Standard Life.

### Inicis de la carrera política
Hyslop va començar a militar a l'SNP el 1986, i va ser una membre activa en les joventuts del partit, Joves Escocesos per la Independència. Va ser candidata de l'SNP a les eleccions del Consell de Districte d'Edimburg de 1988, i en les eleccions del Consell Regional de Lothian de 1990 i de 1994. També es va presentar com a candidata per les circumscripcions d'Edimburg Leith i d'Edimburg Central a les eleccions al Parlament del Regne Unit de 1992 i de 1997, respectivament. Hyslop va ser vicecoordinadora del partit en matèrica de política, i va formar part del comitè executiu de l'SNP.

### Parlament Escocès
Hyslop es va presentar a les eleccions al Parlament Escocès de 1999 com a tercera en la llista de l'SNP de la regió dels Lothians, i va ser escollida com a diputada addicional del partit. En les eleccions de 2003 i 2007, es va presentar tant per la circumscripció de Linlithgow i com per la dels Lothians. Tot i no que no va guanyar aquesta circumscripció en ambdues ocasions, va ser posteriorment reelegida com a diputada addicional de l'SNP.
L'SNP va formar un govern en minoria després de les eleccions de 2007, amb Alex Salmond com a primer ministre. Salmond va nomenar Hyslop secretària del Gabinet d'Educació i d'Aprenentatge Permanent, una cartera a la qual havia aspirat prèviament. El desembre de 2009, i davant d'una moció de censura, va ser substituïda del càrrec pel de ministra de Cultura i Afers Exteriors.
En les eleccions del Parlament Escocès del maig de 2011, es va presentar per a la circumscripció de Linlithgow i va guanyar per 4.091 vots a Mary Mulligan (Partit Laborista), que ocupava el càrrec durant tres mandats. Després de la victòria aclaparadora de l'SNP, va ser nomenada secretària del Gabinet de Cultura i Afers Exteriors.

## Vida personal
Hyslop viu a Linlithgow amb el seu marit i els seus tres fills.